# Bull Terrier
Le Bull Terrier est un chien d’origine anglaise, appartenant au 3e groupe des races de chien de la Fédération cynologique internationale, le groupe des terriers et non celui des molosses.
Créé à l'origine comme chien de combat, il est aujourd'hui davantage apprécié comme chien de compagnie. C'est la seule race de chien à tête ovoïde ce qui lui confère un attrait esthétique particulier.
Il existe deux races distinctes : le Bull Terrier standard et le Bull Terrier miniature, ce dernier ne devant pas excéder 35,5 cm au garrot.

## Ses origines
Le Bull Terrier fut créé en Angleterre, au XVIIIe siècle, par le croisement entre le Bulldog anglais et le white english terrier, un chien de chasse de type lévrier, aujourd'hui disparu, s'apparentant au greyhound. Ce croisement aurait été effectué afin d'obtenir une race de chien s'apparentant physiquement au croisement d'un rat et d'un poney. Du sang de dalmatien et de Staffordshire Bull Terrier ont aussi été utilisés pour des « retrempes » afin d'obtenir certaines caractéristiques d'élégance et de couleurs de robes.
Il commença sa carrière comme chien de combat. En effet, il a durant un temps combattu des animaux sauvages ou domestiques, ours, taureaux ou équidés. En 1835, à la suite du développement du nombre de ces combats, le Parlement britannique a interdit les combats entre animaux, ce qui a marqué le déclin de cette race. Cependant, des rencontres clandestines existaient toujours, n'opposant plus que des chiens entre eux, mais le bull terrier actuel n'est plus utilisé depuis longtemps pour les combats car la sélection de cette race n'est plus faite dans ce sens depuis la fin du XVIIIe siècle.
Le Bull Terrier aurait même pu disparaître après la Première Guerre mondiale, à la suite de toute une série de péripéties (animaux atteints de surdité, interdiction de la coupe des oreilles en 1895, dépigmentation de certains sujets...).[réf. nécessaire]
Si la race est connue dès le début du XIXe siècle, le standard n'autorisera les sujets colorés qu'en 1920 pour apporter du sang neuf aux chiens blancs dont beaucoup naissaient sourds. Le Bull Terrier n'a été reconnu qu’en 1935 en Angleterre, et en 1943 en France.[réf. souhaitée]

## Caractéristiques

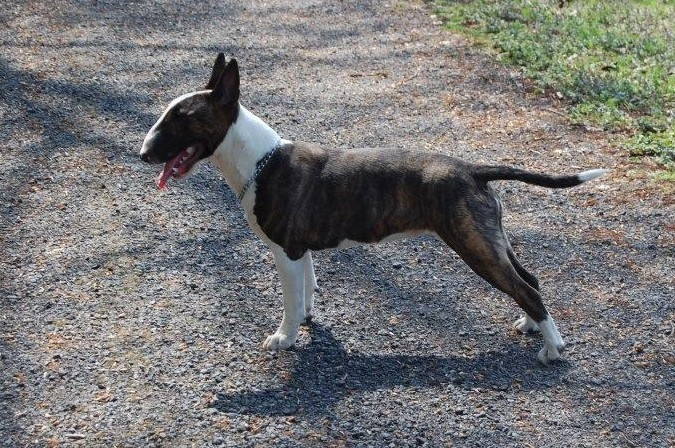
Bull terrier bringé et blanc

Son espérance de vie est d'environ 13 ans. Il n'y a pas de limite de poids ou de taille. Le Bull Terrier est un chien musclé, puissant.

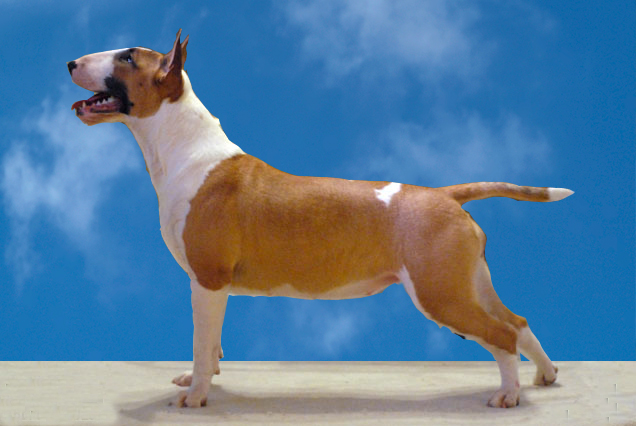
Femelle rouge et blanche

- Corps : Bien arrondi avec des côtes bien cintrées ; du garrot à la région sternale, la hauteur de la poitrine est grande, de sorte que celle-ci est plus près du sol que le ventre.
- Dos : Court et fort. La ligne du dessus est horizontale derrière le garrot. Elle forme une courbe ou arcure légère sur le rein.
- Rein : Large et bien musclé.
- Poitrine : Vu de face, le poitrail est large.
- Ligne du dessous : De la région sternale au ventre, elle s’incurve gracieusement vers le haut.

## Santé
- La surdité, qui peut être bilatérale ou unilatérale, est un défaut héréditaire, c'est une tare qui se transmet génétiquement, c'est pourquoi les parents et les chiots doivent subir un test de dépistage appelé PEA (Potentiels Evoqué Auditifs)
- Les problèmes articulaires avec la dysplasie de la hanche et la luxation de la rotule (assez courante mais facilement détectable par simple palpation).
- Les problèmes de peau sont encore assez courants surtout chez les chiens blancs. Ils peuvent aller de l’allergie (de causes diverses et variées) à la pyodermite, démodécie ou encore la dermatite atopique. Le régime alimentaire peut être la cause de maladies de peau, un régime à base de viande peut permettre de les éviter, les croquettes souvent composées en grande partie de céréales peuvent provoquer chez le bull terrier notamment blanc des réactions allergiques.
- Les problèmes cardiaques lui viennent de son ancêtre le bulldog. Les trois maladies les plus courantes sont : le souffle au cœur, la dysplasie de la valve mitrale et la sténose sous aortique. Ces problèmes peuvent être détectés par écho doppler.
- Les problèmes rénaux, bien qu'encore mal connus, sont souvent très graves, par exemple la néphropathie familiale. Souvent, cela écourte considérablement l’espérance de vie du chien. Une échographie rénale peut déceler ces problèmes.
- Les Bull Terrier miniatures souffrent en plus d'une maladie autosomale récessive : la luxation du cristallin. C'est une maladie héréditaire qui touche les yeux : un chien atteint sera aveugle avant l'âge de ses 9 ans. Un test ADN est disponible depuis septembre 2009 et le résultat est valable à vie.

## Caractère et éducation
Le Bull Terrier actuel ne présente plus les caractéristiques pour lesquelles il a été créé au XVIIIe siècle ; plus de soixante ans de sélection rigoureuse par les éleveurs l'ont rendu bien plus apte à la vie domestique et en ont fait un admirable chien de compagnie.

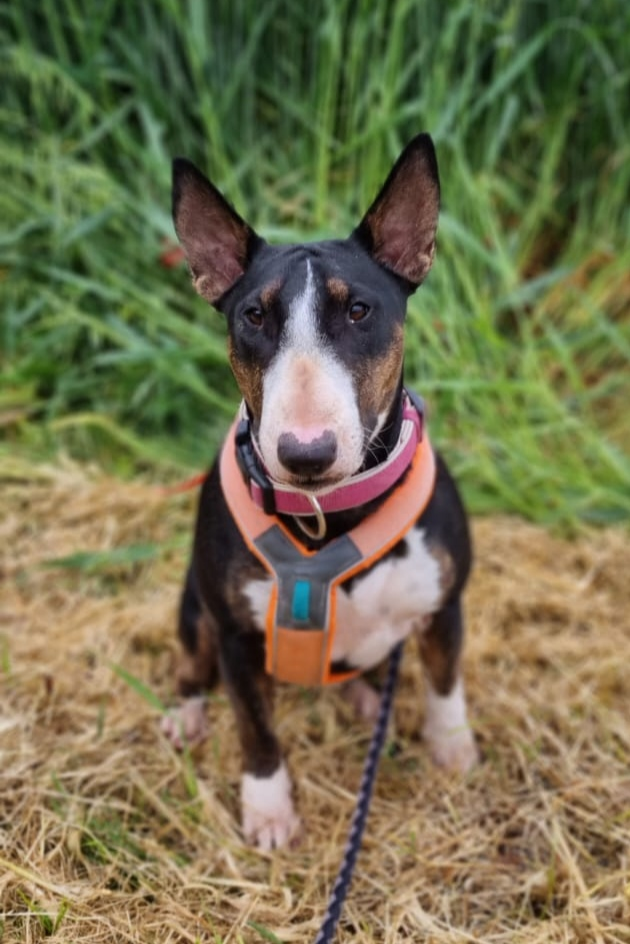
Bull Terrier équipé pour la promenade.

Il peut être brusque à cause de sa puissante musculature et de son physique compact.
De ses ancêtres terriers, il a gardé ce caractère déterminé représentatif de la race.
Le Bull Terrier est un chien très sociable, il voue une admiration à son maître, et aux membres de la famille. Cet attachement s'applique aux êtres humains en général, ce qui en fait un bien piètre gardien.
Dynamique et joueur, il a besoin de grandes promenades et de séances de jeu pour s'épanouir et se dépenser.
La solitude, l'ennui et l'inactivité lui sont difficilement supportables et le rendent destructeur.
Il est fortement conseillé de l'amener en club d'éducation ou de faire venir un éducateur comportementaliste le plus tôt possible afin de le sociabiliser et de transformer les séances de travail en amusement.
Le Bull Terrier est susceptible d'avoir les aptitudes pour être éduqué au mordant, cependant son utilisation reste très marginale, et il ne fait pas partie de la liste des races autorisées à pratiquer ce sport canin en France.
Le Bull Terrier peut en revanche être éduqué pour l'agility.
Des comportements instinctifs de « chasseurs de vermines (rongeurs) » envers les rats, hérissons, blaireaux, ragondins et autres peuvent être présents chez certains individus.[réf. souhaitée]

## Bull terriers célèbres
- Baxter, film français de Jérôme Boivin ayant un Bull Terrier comme personnage principal.
- Grimmy, bande dessinée de l'Américain Mike Peters ayant un Bull Terrier comme personnage principal.
- Frankenweenie, court métrage de Tim Burton mettant en scène un Bull Terrier.
- Les Têtes Brulées série TV dans lequel la mascotte de l'escadrille, Barbaque (Meatball en VO), est un Bull Terrier femelle blanc. Dans le pilote de la série, c’est un mâle.
- Patton (1970, film de Franklin Schaffner avec Georges C. Scott)  Willie, bull terrier blanc du général Patton, fut l'un des rares chiens à porter autour du cou la médaille réglementaire d'identification. Il accompagna son maître en 1944 en France, Belgique et Allemagne.
- Dans Toy Story, Scud, le chien de Sid, l'antagoniste du film est un bull terrier
- Bref, série télévisée française - Épisode 26.
- Next friday Film américain sortie en 2000 apparition du bull terrier s'appelant Chico
- Serge Gainsbourg possédait une femelle Bull terrier blanche offerte par Jane Birkin qu’il appelait Nana .